# Young Corbett II
Young Corbett II, właśc. William J. Rothwell (ur. 4 października 1880 w Denver, zm. 10 kwietnia 1927 w Denver) – amerykański bokser, zawodowy mistrz świata kategorii piórkowej.

## Życiorys
Pierwszą walkę zawodową stoczył w 1896. Przybrał pseudonim "Young Corbett" od mistrza świata wszechwag Jamesa J. Corbetta. Ponieważ walczył już inny bokser o tym przydomku (George Green), Rothwell był nazywany "Young Corbett II". W późniejszych latach inny bokser, Raffaele Giordano, który przybrał pseudonim "Young Corbett III", został zawodowym mistrzem świata wagi półśredniej. Żaden z tych pięściarzy nie był spokrewniony z pozostałymi. Pierwsze 15 walk zawodowych stoczył w 1897, a w 1898 kolejnych 15.
W 1901 pokonał takich przeciwników, jak Joe Bernstein, Eddie Santry, Oscar Gardner i były dwukrotny mistrz świata George Dixon. 28 listopada tego roku w Hartford znokautował w 2. rundzie mistrza świata w kategorii piórkowej Terry'ego McGoverna (w 1. rundzie obaj zawodnicy leżeli na deskach) i został nowym czempionem.
W obronie tytułu wygrał z takimi bokserami, jak: Kid Broad (13 maja 1902 w Denver na punkty), Joe Bernstein (16 października 1902 w Baltimore przez KO w 7. rundzie) i Austin Rice (14 stycznia 1903 w Hot Springs przez techniczny nokaut w 18. rundzie). Broniąc tytułu zremisował z Eddiem Hanlonem 26 lutego 1903 w San Francisco i ponownie pokonał McGoverna 31 marca 1903  w San Francisco przez KO w 11. rundzie.
Później nie był w stanie utrzymać limitu wagi piórkowej i zrezygnował z tytułu. Wakujący tytuł zdobył Abe Attell. Niektóre źródła podają, że Attell bronił mistrzostwa w kategorii piórkowej poniżej 122 funtów, a Corbett powyżej tej wagi, wygrywając dwie walki (z Hanlonem i Dave'em Sullivanem) i przegrywając trzecią (z Jimmym Brittem 25 marca 1904 w San Francisco na punkty).
W 1904 i 1905 Young Corbett II przegrał dwukrotnie z Battlingiem Nelsonem, w 1906 przegrał z Aurelio Herrerą i stoczył walkę no decision z McGovernem. Boksował do 1910.
Stoczył w sumie 111 walk, z których wygrał 58, przegrał 14, zremisował 12, 24 było no decision, a 3 no contest. Został wybrany w 2010 do Międzynarodowej Bokserskiej Galerii Sławy.